# Parroquia Nuestra Señora del Carmen (Salto)
L'église paroissiale Notre-Dame du Mont Carmel de Salto (en espagnol : Parroquia Nuestra Señora del Carmen de Salto) est une église paroissiale catholique romaine située dans la ville de Salto, en Uruguay. C'est la plus ancienne église à être édifiée dans la ville face à la belle Place Treinta-y-Tres, elle succède à une ancienne chapelle bâtie en 1818.

## Histoire
L'église Notre-Dame du Mont Carmel de Salto est reconnue comme étant le plus ancien lieu de culte catholique de la ville de Salto succédant à une première construction où, en 1818, fut construite la première petite chapelle dédiée à Notre-Dame du Mont Carmel. L'édifice actuel a été construit vers 1855 et agrandi par la suite ; il a une grande valeur patrimoniale. Ses cloches datent de 1686 et proviennent des missions jésuites.

## Galerie

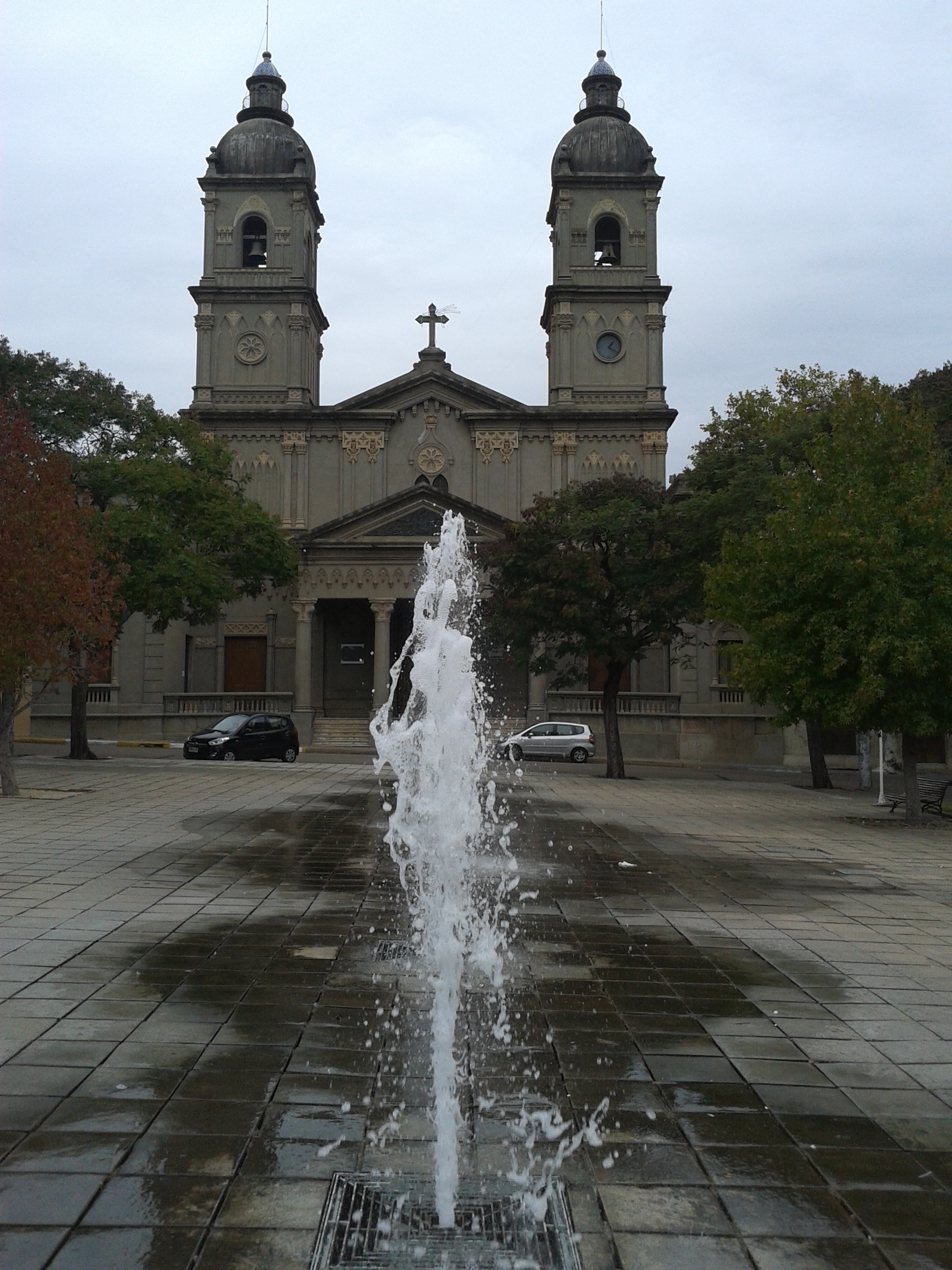
L'église Nuestra Señora del Carmen face à la place Treinta-y-Tres.
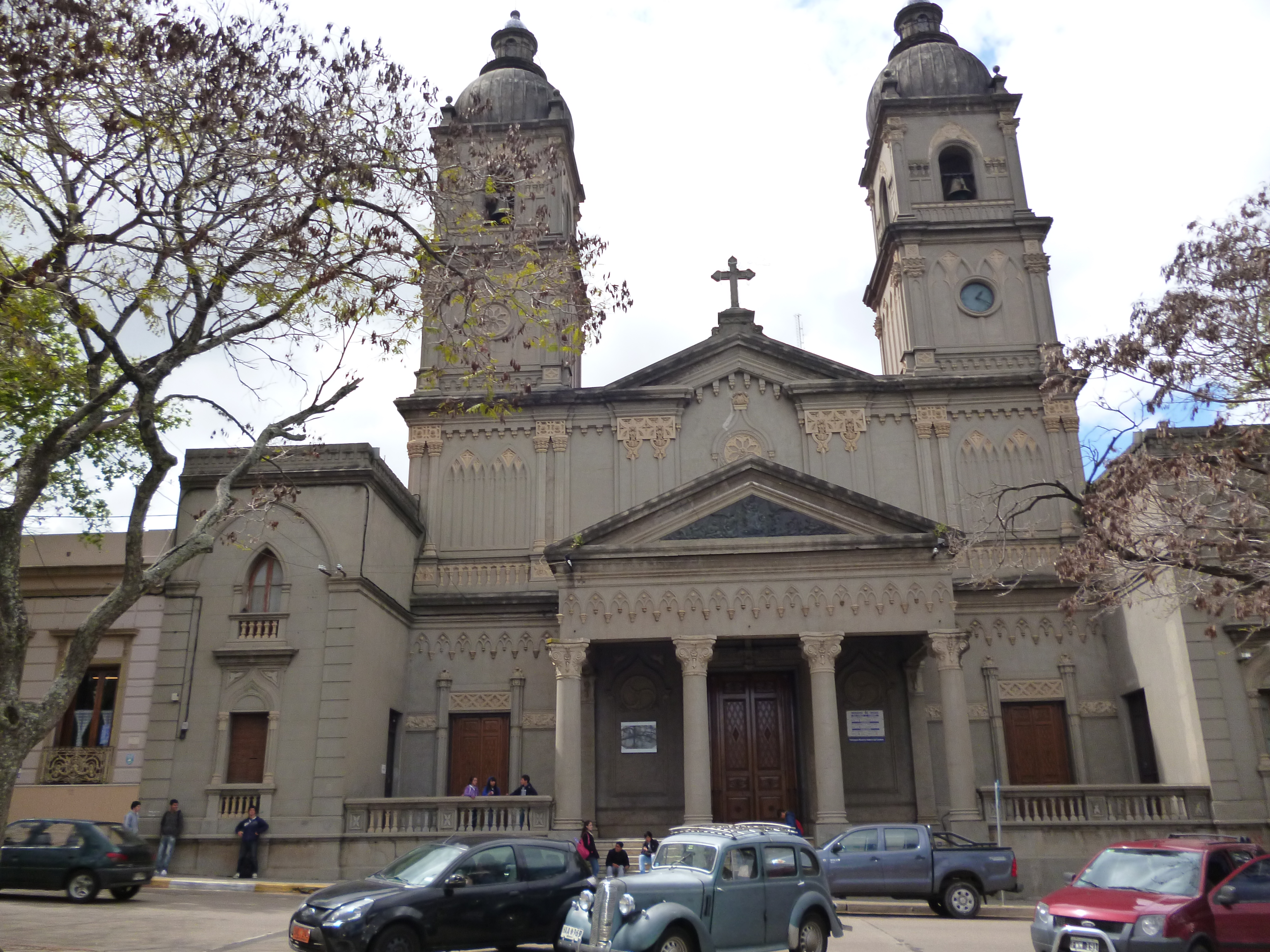
L'église Nuestra Señora del Carmen vue de face.
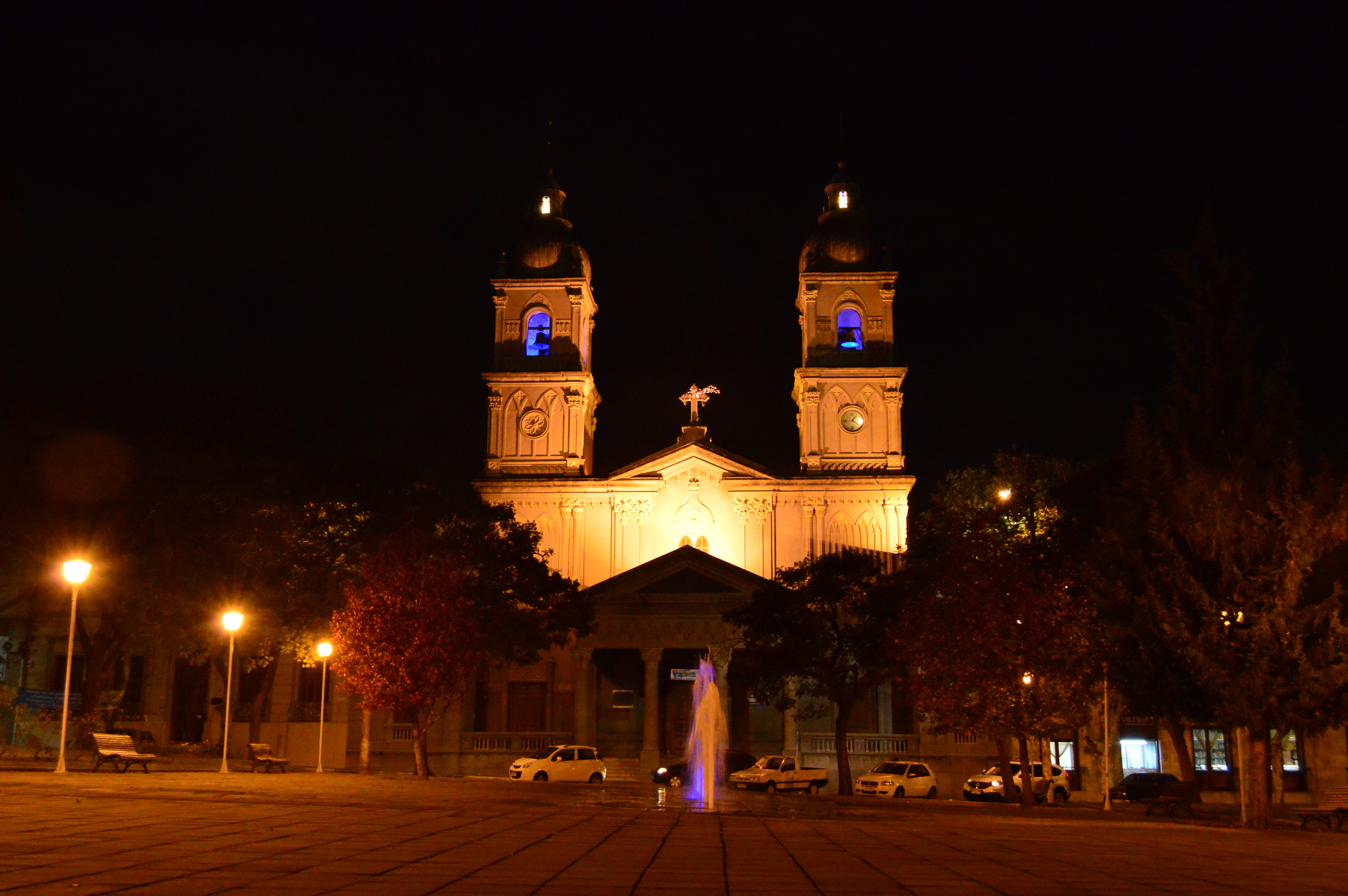
L'église paroissiale vue la nuit.